# Quirke (mini-série)
Quirke est une mini-série irlando-britannique en trois épisodes de 90 minutes, créée par Andrew Davies et Conor McPherson, diffusée du 16 février au 2 mars 2014 sur RTÉ One.
Cette série est inédite dans tous les pays francophones.

## Synopsis
Dans les années 1950, le pathologiste en chef de la morgue de Dublin - Quirke - mène des enquêtes sur les victimes mortes subitement.

## Distribution

### Acteurs principaux
- Gabriel Byrne : Quirke
- Nick Dunning : Malachy Griffin
- Aisling Franciosi : Phoebe Griffin
- Michael Gambon : Garret Griffin
- Stanley Townsend (en) : Inspecteur Hackett
- Brian Gleeson : Sinclair
- Geraldine Somerville : Sarah Griffin
- Sara Stewart : Rose Crawford

### Acteurs récurrents et invités
- Anne Gill et Charlotte Murphy : Deirdre Hunt
- Lesa Thurman : Sœur Stephanus
- Diarmaid Murtagh : McCoy
- Peter Coonan (en) : Brendan Boyle
- Frank O'Sullivan : Davy
- Garrett Lombard : Hawkins
- Janet Moran : Brenda Rutledge
- Bríd Brennan (en) : Dolly Moran
- Pat Laffan : Costigan
- Donald Sumpter : Josh Crawford
- Aoibhinn McGinnity : Delia
- Deirdre Donnelly (en) : Sœur Dominic
- Catherine Steadman (en) : Claire Stafford
- Jane McGrath : Maisie
- Shane Taylor : Andy Stafford
- Sam McGovern et Gerard Adlum : Garda Dermot
- Aine Ni Mhuiri (en) : Maggie
- Branwell Donaghey : Billy Hunt
- Aaron Neil : Hakim Kreutz
- Donna Dent : Mademoiselle Cuffe-Wilkes
- Lee Ingleby : Leslie White
- David Murray : John Millican
- Colin Morgan : Jimmy Minor
- Ian McElhinney : Bill Latimer
- Obi Abili : Patrick Ojukwu
- Bernadette McKenna : Margaret
- Barbara Adair : Mademoiselle Leetch
- Flora Montgomery : Isabel Galloway
- Aidan McArdle : Oscar Latimer
- Dearbhla Molloy (en) : Celia Latimer
- Denis Conway : Anselm

## Épisodes
1. titre français inconnu (Christine Falls)
2. titre français inconnu (The Silver Swan)
3. titre français inconnu (Elegy for April)